# Pavle Gregorić
Pavle Gregorić(18. října 1892, Zlatar, Rakousko-Uhersko – 23. března 1989, Záhřeb, SFRJ), známý též pod přezdívkou Brzi (rychlý) byl jugoslávský partyzán z Chorvatska. Bojoval v I. čs. brigádě Jana Žižky z Trocnova spolu s Josefem Vojáčkem. Byl členem AVNOJe a po skončení války zastával řadu politických funkcí v zemi.
Gregorić studoval nejprve v Záhřebu a poté lékařství v Grazu. Během studií na vysoké škole však vypukla první světová válka, a Gregorić byl proto poslán do rakousko-uherské armády. V roce 1916 přešel do dobrovolnického sboru srbského vojska, kde bojoval proti ústředním mocnostem na území dnešní Dobrudži. Po říjnové revoluci v Rusku v roce 1917 přešel do ruské armády, kde působil v rámci jugoslávského korpusu. Umístěn byl nejprve v Kyjevě, a poté na Sibiři, v jednotce, která nesla název po Matiji Gubcovi.
V roce 1919 vstoupil do ruské komunistické strany (bolševické) a spolu s ním i celý pluk. Roku 1921 se vrátil do vlasti, kde se podílel na činnosti komunistické strany. Působil v ilegalitě, neboť bělehradská vláda komunisty zakázala. Po určitou dobu během 20. let působil jako lékař a navštěvoval různá místa po celé tehdejší zemi. V letech 1932 a 1934 byl souzen Státním soudem na ochranu státu, který byl zřízen po roce 1929 ve snaze o likvidaci radikálních politických sil. V 30. letech bojoval Gregorić v španělské občanské válce na straně Interbrigád.
Na ustavujícím zasedání Svazu komunistů Chorvatska v roce 1937 byl Gregorić zvolen do vedení strany. V letech 1939–1940 byl také ještě jeden rok vězněn; znovu měl být internován ještě v roce 1941, ale jen několik dní před vypuknutím války na území Království Jugoslávie z vězení utekl. Po vypuknutí války začal okamžitě shromažďovat zbraně ze skladů královské armády pro potřeby povstání.[zdroj?]
V roce 1942 organizoval ozbrojené povstání proti chorvatským fašistům v Moslavině a Slavonii. Na krátko působil také i v oblasti Liky, kde se dařilo partyzánům poměrně úspěšně bojovat proti fašistům. Nacházel se tam také hlavní štáb partyzánského vojska. Gregorić byl také členem Zemské antifašistické rady národního osvobození Chorvatska a účastnil se prvního i druhého zasedání AVNOJe. Ve Slavonii bojoval po boku s partyzáni české národnosti proti fašistům. Gregorić spolupracoval s Václavem Vostřelem v hledání nových bojovníků pro partyzánské oddíly v okolí města Daruvar; společně obcházeli jednotlivé vesnice. Pomáhal zformovat partyzánské vojsko v pohoří Papuk ve střední části Slavonie.
Po skončení války získal Gregorić různé politické funkce. Byl členem Svazové vlády, předsedou Kontrolní komise Chorvatska (1946–1948), předseda Rady pro národní zdravotnictví a sociální politiku FNRJ (1948–1953), velvyslanec Jugoslávie v Itálii (1953–1955), člen Svazové výkonné rady) apod. V roce 1970 odešel z politických funkcí.